# Fuengirola (Gerichtsbezirk)
Der Gerichtsbezirk Fuengirola ist einer der elf Gerichtsbezirke in der Provinz Málaga.
Der Bezirk umfasst 2 Gemeinden auf einer Fläche von 159,17 km² mit dem Hauptquartier in Fuengirola.

## Gemeinden
| Gemeinde                  | Einwohner (2024) | Fläche km² | Dichte Einw./km² | Cod INE | Postleitzahl |
| ------------------------- | ---------------- | ---------- | ---------------- | ------- | ------------ |
| Fuengirola                | 85.859           | 10,37      | 8.280            | 29054   | 29640        |
| Mijas                     | 93.302           | 148,80     | 627              | 29070   | 29649, 29650 |
| Gerichtsbezirk Fuengirola | 179.161          | 159,17     | 1.126            | –       | –            |